# Mont Damavand
Pour l’article homonyme, voir Damavand pour la ville de Damavand.
Le mont Damāvand (en persan : دماوند, Damāvand ou Demavend) est le sommet volcanique semi-actif le plus élevé de l'Iran. Culminant à 5 610 m, il est situé dans la chaîne de l'Elbourz, à 66 kilomètres au nord-est de Téhéran. La montagne est également connue sous le nom de Donbavand. Le sommet est situé à proximité de la côte sud de la mer Caspienne, dans le département d'Amol, province du Mazandéran. La dernière éruption de ce volcan remonte à plus de 7 300 ans. La ville la plus proche est Rineh, au sud de la montagne.

## Histoire
Malgré la place que le Damāvand occupe dans la mythologie iranienne, il était omis sur les cartes et n'a pas été mentionné par les voyageurs occidentaux comme Jean Chardin ou Pietro Della Valle. Historiens et géographes ont surtout commenté les premières ascensions attestées aux IXe et Xe siècles,.
Selon la tradition iranienne, le volcan aurait été gravi dès l'an 850 mais la première ascension certaine est celle d'Abou Dolaf Kasradji, en 905 environ suivie trois siècles plus tard par celle de Yaqut. En 1837, le topographe W. Taylor Thompson l'escalade à son tour lors de ses travaux sur le profil de nivellement de l'Euphrate à la Méditerranée. En 1843, le botaniste autrichien Karl Georg Theodor Kotschy atteint le sommet. À partir de 1860, des ascensions sont effectuées par des Britanniques et des Prussiens.

## Ascension
Le Damavand est gravi régulièrement, aussi bien à pied qu'à skis et il y a au moins seize itinéraires connus. Le plus populaire est la voie sud, qui dispose d'un camp à mi-parcours à une altitude de 4 000 m. L'ascension la plus longue est celle par le nord-est. Deux jours sont nécessaires pour gagner le sommet à partir du village de Nāndal en passant une nuit au refuge de Takht-e Fereydoun (4 300 m). La voie ouest est célèbre pour les vues qu'elle permet au coucher du soleil. Cette voie dispose d'un autre refuge, appelé Sīmorgh, construit récemment et disposant de deux étages.

## Dans la culture iranienne
Le mont Damāvand a une place particulière dans la mythologie iranienne et aurait été l'un des points de veille du Sīmorgh. Dans des textes et plus généralement la mythologie zoroastrienne, le dragon à trois têtes Aži Dahāka était enchaîné au mont Damāvand, condamné à y rester jusqu'à la fin du monde. Dans une version plus tardive de la même légende, le tyran Zahhāk était également enchaîné dans une grotte du mont Damāvand après avoir été battu par Kāveh et Fereydūn. 
Dans le Shâh Nâmeh, la montagne aurait des pouvoirs magiques. Dans la poésie et la littérature iranienne, le Damāvand est le symbole de la résistance aux souverains étrangers. Mohammad Taqī Bahār a par exemple écrit un célèbre qasideh appelé Damāvand :

« ای دیو سپید پای در بند

Ay dīve sepīde pāī dar band,

Oh blanc démon aux pieds entravés

ای گنبد گیتی ای دماوند 

Ay gonbade gītī, ay Damāvand

Oh dôme céleste, Oh Damāvand »

— Mohammad Taqī Bahār,  Texte original en persan